# 蜜山剛三
蜜山 剛三（みつやま こうぞう、1983年9月15日 - ）は、日本の男性キックボクサー。福岡県出身。身長175cm、体重70kg。オーストラリアのファイブリングス・ドージョー所属。
姉2人

## 来歴
2005年よりオーストラリアのファイブリングス・ドージョーに格闘技留学している。
2007年2月5日、K-1初出場となったK-1 WORLD MAX 2007 〜日本代表決定トーナメント〜のオープニングファイトでASH-RAと対戦し、判定勝ち。
2007年4月4日、K-1 WORLD MAX 2007 〜世界最終選抜〜のオープニングファイトで城戸康裕と対戦し、判定負け。
2008年2月2日、K-1 WORLD MAX 2008 〜日本代表決定トーナメント〜のリザーブファイトで白須康仁と対戦し、右ストレートでKO負け。

## 戦績
| 勝敗 | 対戦相手             | 試合結果                   | 大会名                                                                   | 開催年月日    |
| ×    | 廣野祐               | 3R終了 判定0-3             | Krush.4 【Krush 70kg Tournament 2009 〜Road to MAX〜 準決勝】            | 2009年9月22日 |
| ×    | ヴァージル・カラコダ | 延長R TKO（パンチ連打）    | XPLOSION SUPER FIGHT 19                                                  | 2009年8月8日  |
| ×    | 白須康仁             | 2R 2:46 KO（右ストレート） | K-1 WORLD MAX 2008 〜日本代表決定トーナメント〜 【リザーブファイト】     | 2008年2月2日  |
| ○    | ジェイソン・シェリー | 2R 0:31 TKO（パンチ連打）  | XPLOSION SUPER FIGHT 17                                                  | 2007年12月8日 |
| ×    | アデム・ボズカード   | 1R KO                      | K-1 Turkey Grand Prix 2007 in Istanbul                                   | 2007年11月2日 |
| ○    | ムラット・クマス     | 2R 2:09 TKO                | XPLOSION SUPER FIGHT 16                                                  | 2007年6月22日 |
| ×    | 城戸康裕             | 3R終了 判定0-3             | K-1 WORLD MAX 2007 〜世界最終選抜〜 【オープニングファイト】             | 2007年4月4日  |
| ○    | ASH-RA               | 3R終了 判定3-0             | K-1 WORLD MAX 2007 〜日本代表決定トーナメント〜 【オープニングファイト】 | 2007年2月5日  |